# Kopaszgally-oldali 2. sz. víznyelőbarlang
A Kopaszgally-oldali 2. sz. víznyelőbarlang Magyarország fokozottan védett barlangjai közül az egyik. Az Aggteleki Nemzeti Park területén található. A barlang az Aggteleki-karszt és a Szlovák-karszt többi barlangjával együtt a világörökség része. Bódvaszilas fokozottan védett nyolc barlangja közül az egyik.

## Leírás
Az Alsó-hegy fennsíkjának peremén, a hegy D-i oldalán található a barlang bejárata. A Pócsakői-víznyelőtől kb. 100 m-re, egy víznyelő töbrének alján nyílik a Kopaszgally-oldali 2. sz. víznyelőbarlang kibetonozott és vasajtóval lezárt, aránylag szűk bejárata. Bódvaszilas felől érkezve a 24-es számú Országos Kéktúra szakaszról balra kell letérni a barlang eléréséhez. Felső triász és középső triász mészkőben keletkezett. Néhány helyen palabecsípődések is észrevehetők benne. Az Alsó-hegy fennsíkjára jellemző zsombolyoktól eltérően időszakosan aktív víznyelőbarlang, mint a Meteor-barlang és a Pócsakői-víznyelő. A Kopaszgally-oldali 2. sz. víznyelőbarlang jelenleg hasadék jellegű. Jellege megváltozott a feltárás során végzett járatbővítések miatt.
Nyerges Attila 2003-ban azt írta róla, hogy morfológiailag négy szakasza van. Van egy bejárati omladékzónája, egy vízszintes zónája, egy felső szinti zónája és egy negyedik zónája. Képződményekben leggazdagabb része a Szép-ág. Itt található egy nagy felületet borító hófehér cseppkőlefolyás, sok függőcseppkő és pár nagyméretű állócseppkő, heliktit és fejlett, hegyes-tűs kalcitokkal bélelt tetarátás medence. Járataiban különböző oldásformák, szinlők, hullámkagylók és kis meanderek vannak.
A barlangban eltűnő vizek a 2200 méterre és 225 méterrel lejjebb található Vecsem-forrásban jelennek meg. A denevérek néhány egyede rendszeresen pihenőhelyként használja. Perm időszaki kovásodott fa is előkerült belőle. Vízszintes kiterjedése 130 méter. Látogatni az Aggteleki Nemzeti Park Igazgatóság engedélyével és elektromos világítóeszköz alkalmazásával lehet. Bejárásához barlangjáró alapfelszerelés elég, mert aknáiban vaslétrákat helyeztek el. A közlekedést a nagy szén-dioxid tartalmú levegő teszi nehézzé a gyengén szellőző mélypontján. Lezárására a szokásos indokok mellett az alsó részen gyakran előforduló nagy szén-dioxid tartalmú levegője miatt és a Szép-ág hófehér cseppkőképződményeinek védelme érdekében volt szükség.
Bódvaszilas fokozottan védett 8 barlangja közül az egyik, a másik 7 az Almási-zsomboly, a Frank-barlang, a Kopasz-vigasz-barlang, a Meteor-barlang, a Szabó-pallagi-zsomboly, a Széki-zsomboly és a Vecsembükki-zsomboly.
Előfordul a barlang az irodalmában 404-es barlang (Regős 1977), 404-es víznyelőbarlang (Kordos 1984), 404. sz. barlang (Kordos 1977), Kopaszgally-barlang (Sohár 1969), Kopaszgally-oldali 2. sz.-viznyelő (MKBT Meghívó 1977), Kopaszgally-oldali 2.sz. víznyelöbarlang (Vlk 2019), Kopaszgally-oldali 404-es víznyelő (Vlk 2019), Kopaszgaly-oldali 2. sz. víznyelő (Gonda 1982), Kopaszgaly–oldali 2. sz. víznyelő (Kordos 1984), Kopaszgaly-oldali 2. sz. víznyelőbarlang (Takácsné 1987), Kopaszgaly-oldali 404-es víznyelő (Nyerges 2003) és Kopaszgaly-oldal No. 2 Cave (Takácsné, Eszterhás, Juhász, Kraus 1989) neveken is.

## Kutatástörténet
1964-ben Dénes György vízfestéssel végrehajtott hidrológiai vizsgálatai során megállapította, hogy a víznyelőben elnyelt vizek valószínűleg a Vecsem-forrásban bukkannak elő. 1969 júniusában kezdte el a víznyelő bontását a Toldy Ferenc Gimnázium Barlangkutató Csoport és 1969-ben jutottak be a barlangba a csoport barlangkutatói a víznyelőben elnyelődő víz útjának járhatóvá tételével. Ekkor kb. 200 m hosszú és kb. 60 m mély volt. 1969-ben a VITUKI barlangkutatói valószínűleg ebben a barlangban végeztek vízhozammérést. Ezután főleg a Vörös Meteor TE barlangkutatói foglalkoztak további járatok feltárásával.
1976-ban a Vörös Meteor TE Tektonik Barlangkutató Csoport, a Promontor SE Barlangkutató Csoport, az FTSK Barlangkutató Szakosztály és az MHSZ Debreceni Könnyűbúvár Klub tagjai új járatokat fedeztek fel a Kopaszgally-oldali 2. sz. víznyelőbarlangban. Lukács László is részt vett ekkor a barlang kutatásában. A Szép-ágra és a Piros tekercsre ekkor bukkantak rá. 1976-ban elkészült a barlang hossz-szelvény térképe és keresztmetszet térképei. Az 1976-ban befejezett, Bertalan Károly által írt kéziratban szó van arról, hogy az Alsó-hegyen, Bódvaszilason helyezkedik el a Kopaszgaly-oldali 2.sz. viznyelő (404-es viznyelő barlang). A Pócsakői-víznyelőtől Ny-ra 100 m-re található a Kopaszgally-oldali 2. sz. víznyelőbarlang bejárata. A kézirat Kopaszgally-oldali 2. sz. víznyelőbarlangot ismertető része 1 kézirat alapján lett írva. 1976-ban vált országos jelentőségű barlanggá az 5400-as (Aggteleki-karszt) barlangkataszteri területen lévő, bódvaszilasi barlang Kopaszgallyoldali 2. sz. vny. /404-es/ néven.
Az 1976-ban összeállított, országos jelentőségű barlangok listájában lévő barlangnevek pontosítása után, 1977. május 30-án összeállított, országos jelentőségű barlangok listáján rajta van az Aggteleki-karszton, Bódvaszilason található barlang Kopaszgally-oldali 2. sz.-viznyelő néven. 1977-re a barlang mélysége majdnem elérte a 100 m-t. Az 1977. évi Karszt és Barlangban megjelent összeállítás alapján, 1977. december 31-én Magyarország 38. leghosszabb barlangja az Aggteleki-karszton elhelyezkedő, 1977. december 31-én 350 m hosszú, 1976-ban és 1975-ben pedig ismeretlen hosszú 404. sz. barlang. Az összeállítás szerint, 1977. december 31-én Magyarország 16. legmélyebb barlangja az Aggteleki-karszton elhelyezkedő, 1977. december 31-én 110 m mély, 1976-ban és 1975-ben pedig ismeretlen mély 404. sz. barlang. A 15. legmélyebb barlang (Kis-kőháti-zsomboly) szintén 110 m mély. Ez az összeállítás naprakészebb az 1978. májusi MKBT Meghívóban publikált listánál.
Az MKBT Meghívó 1978. júniusi számában publikálva lett, hogy az 1978. májusi MKBT Meghívóban napvilágot látott, Magyarország legmélyebb és leghosszabb barlangjai című felsorolásból kimaradt, Aggteleki-karszton lévő 404-es sz.-barlang Lukács László szerint 110 m mély és 350 m hosszú. Az 1980-as évek elején tárták fel a barlang legalsó, 10 m-es aknáját és egy ebből induló vízszintes, 25 m hosszú járatot. 1982-ben a Vörös Meteor TE Központi Barlangkutató Csoportnak volt kutatási engedélye a barlang kutatásához. A Magyar Karszt- és Barlangkutató Társulat 1982-es Országos Vándorgyűlésén az egyik túracélpont volt.
1982. július 1-től az Országos Környezet- és Természetvédelmi Hivatal elnökének 1/1982. (III. 15.) OKTH számú rendelkezése (1. §. és 3. §., illetve 5. sz. melléklet) értelmében az Aggteleki-karsztvidéken lévő Kopaszgaly-oldali 2. sz. víznyelő fokozottan védett barlang. Fokozottan védett barlang genetikája és a Vecsem-forrás karsztrendszeréhez tartozása miatt lett. Az 1982. szeptember–októberi MKBT Műsorfüzetben meg van említve, hogy az Aggteleki-karsztvidéken található Kopaszgaly-oldali 2. sz. viznyelő fokozottan védett barlang. A felsorolásban a barlangnevek az MKBT által jóváhagyott és használt helyesírás szerint, javított formában lettek közölve. Az 1984-ben kiadott, Magyarország barlangjai című könyv országos barlanglistájában szerepel az Aggteleki-karszton lévő barlang Kopaszgaly–oldali 2. sz. víznyelő néven 404-es víznyelőbarlang névváltozattal. A listához kapcsolódóan látható az Aggteleki-karszt és a Bükk hegység barlangjainak földrajzi elhelyezkedését bemutató 1:500 000-es méretarányú térképen a barlang földrajzi elhelyezkedése.
Az 1987. december 31-i állapot alapján Magyarország 47. leghosszabb barlangja az 5450/5 barlangkataszteri számú, 350 m hosszú Kopaszgaly-oldali 2. sz. víznyelőbarlang (404-es barlang). A 48. leghosszabb barlang (Láner Olivér-barlang) szintén 350 m hosszú. Az összeállítás szerint az 1977. évi Karszt és Barlangban közölt hosszúsági listában a Kopaszgally-oldali 2. sz. víznyelőbarlang 350 m hosszú. Az 1987. december 31-i állapot alapján Magyarország 21. legnagyobb függőleges kiterjedésű barlangja az 5450/5 barlangkataszteri számú, kb. 110 m függőleges kiterjedésű Kopaszgaly-oldali 2. sz. víznyelőbarlang (404-es barlang). A 20. legnagyobb függőleges kiterjedésű barlang (Borókás-tebri 2. sz. víznyelőbarlang) szintén kb. 110 m függőleges kiterjedésű. Az összeállítás szerint az 1977. évi Karszt és Barlangban közölt mélységi listában a Kopaszgally-oldali 2. sz. víznyelőbarlang kb. 110 m mély.
A Karszt és Barlang 1989. évi különszámában publikált, angol nyelvű tanulmányhoz (The caves of Hungary) kapcsolódva megjelent egy olyan lista, amelyben Magyarország leghosszabb, és egy olyan lista, amelyben Magyarország legmélyebb barlangjai vannak felsorolva. A két felsorolás szerint az Aggteleki-karszton fekvő, 350 m hosszú és 110 m mély Kopaszgally-oldali 2. sz. víznyelőbarlang (Kopaszgaly-oldal No. 2 Cave) 1988-ban Magyarország 48. leghosszabb és 21. legmélyebb barlangja. (A barlang 1977-ben is 350 m hosszú és 110 m mély volt.)
1990-ben Szenthe Istvánnak volt kutatási engedélye a barlang kutatásához. 1993-ban készült el a Barlangtani Intézet támogatásával a barlang alaprajz térképe és kiterített hosszmetszet térképe, amelyeket Rose György (BEAC) szerkesztett. Az 1993. március–áprilisi MKBT Műsorfüzetben megjelent, hogy a KTM Természetvédelmi Hivatal egy plakátsorozat megjelenését tervezte, amelyen a magyarországi fokozottan védett barlangok szerepelnek, és ehhez diákat keresett. Előkészítés alatt állnak az Aggteleki-karszt fokozottan védett barlangjairól és a közeljövőben fokozottan védett barlangjairól készült plakátok, köztük a Kopaszgally-oldali 2. sz. víznyelőbarlangot ábrázoló is. Ez a barlang is csillaggal lett megjelölve, amely azt jelenti, hogy leginkább erről a barlangról keres fényképet. Az MKBT Műsorfüzet 1994. évi május–júniusi füzetéből megtudható, hogy az árusításra került alsó-hegyi térképlapon nem látható a barlang földrajzi elhelyezkedése.
A barlang 1995 óta a világörökség része. A Nyerges Attila által 1997-ben készített szakdolgozat szerint a 110 m mély Kopaszgaly-oldali /404-es/-víznyelőbarlang az Alsó-hegy magyarországi részének 4. legmélyebb barlangja. 1998. május 14-től a környezetvédelmi és területfejlesztési miniszter 13/1998. (V. 6.) KTM rendelete szerint az Aggteleki Nemzeti Park Igazgatóság illetékességi területén található Kopaszgaly-oldali 2. sz. víznyelőbarlang az igazgatóság engedélyével látogatható. 2001. május 17-től a környezetvédelmi miniszter 13/2001. (V. 9.) KöM rendeletének értelmében az Aggteleki-karsztvidék területén lévő Kopaszgaly-oldali 2. sz. víznyelőbarlang fokozottan védett barlang. Egyidejűleg a fokozottan védett barlangok körének megállapításáról szóló 1/1982. (III. 15.) OKTH rendelkezés hatályát veszti.
A 2003-ban megjelent, Magyarország fokozottan védett barlangjai című könyvben található barlangismertetés szerint 450 m hosszú, 116 m függőleges kiterjedésű és 130 m vízszintes kiterjedésű. A könyvben lévő, Egri Csaba és Nyerges Attila által készített hosszúsági lista szerint az Aggteleki-karszton lévő és 5452-5 barlangkataszteri számú Kopaszgaly-oldali 2. sz.víznyelőbarlang Magyarország 55. leghosszabb barlangja 2002-ben. A 2002-ben 450 m hosszú barlang 1977-ben és 1987-ben 350 m hosszú volt. A könyvben található, Egri Csaba és Nyerges Attila által készített mélységi lista szerint az Aggteleki-karszton lévő és 5452-5 barlangkataszteri számú Kopaszgaly-oldali 2. sz.víznyelőbarlang Magyarország 19. legmélyebb barlangja 2002-ben. A 2002-ben 116 m mély barlang 1977-ben és 1987-ben kb. 110 m mély volt. 2005. szeptember 1-től a környezetvédelmi és vízügyi miniszter 22/2005. (VIII. 31.) KvVM rendelete szerint az Aggteleki Nemzeti Park Igazgatóság működési területén található Kopaszgaly-oldali 2. sz. víznyelőbarlang a felügyelőség engedélyével látogatható. 2005. szeptember 1-től a környezetvédelmi és vízügyi miniszter 23/2005. (VIII. 31.) KvVM rendelete szerint az Aggteleki-karsztvidéken lévő Kopaszgaly-oldali 2. sz. víznyelőbarlang fokozottan védett barlang.
A 2005-ben kiadott, Magyar hegyisport és turista enciklopédia című kiadványban önálló szócikke van a barlangnak. A szócikk szerint a Kopaszgaly-oldali 2. sz. víznyelőbarlang az Aggteleki-karszton található és fokozottan védett természeti érték. Az Alsó-hegy D-i oldalán, 404 m tszf. magasságban van a bejárata. A Toldy Ferenc Gimnázium barlangkutatói 1969. júniusban kezdték meg a gyakran csak 404-esnek nevezett víznyelő bontását. A kutatást leginkább a Vörös Meteor Tektonik Barlangkutató Csoport folytatta. A barlang jellegét megváltoztatták a jelentős járatbővítések, amelyeket a feltárás megkönnyítése miatt kellett végezni. A 450 m hosszú és 116 m mély üregrendszer triász mészkőben keletkezett. A Vecsem-forrás rendszeréhez tartozó járatokban néhány helyen palabecsípődések figyelhetők meg, de előkerült belőle permi kovásodott fa is.
A viszonylag szűk bejáratú, hasadékjellegű, lépcsőzetesen mélyülő barlangot 1–15 m mélységű, 2–4 m átmérőjű korróziós aknák tagolják. A majdnem vízszintes részeken szinlő, hullámkagylók és kisebb meander látható. Alsó szintjén 1–2 l/p vízhozamú vízfolyás van. A bejárat alatti teremtől kezdve a járatot változó gazdagságban állócseppkő és függőcseppkő, nagy felületeket elfedő cseppkőlefolyások és heliktit díszítik. Nehezíti látogatását a végpontján feldúsuló, magas CO2 tartalom. Engedéllyel járható a lezárt és létrákkal kiépített barlang. Lukács László szócikkében meg van említve, hogy Lukács László sok barlangban végzett eredményes feltáró munkát, melyek közül kiemelkedik pl. a Kopaszgally-oldali 2. sz. víznyelőbarlang új szakaszának felderítése.
A 2006. évi Vespertilioban közölt tanulmány szerint egy nagy patkósdenevért és egy közönséges denevért észleltek 2004. február 14-én a bódvaszilasi barlangban Boldogh Sándor, Štefan Matis és Peter Pjenčák. 2004. február 14-én 29 kis patkósdenevért figyeltek meg a barlangban Boldogh Sándor, Štefan Matis és Peter Pjenčák. 2007. március 8-tól a környezetvédelmi és vízügyi miniszter 3/2007. (I. 22.) KvVM rendelete szerint az Aggteleki Nemzeti Park Igazgatóság működési területén lévő Kopaszgaly-oldali 2. sz. víznyelőbarlang az igazgatóság engedélyével tekinthető meg. 2013. július 19-től a vidékfejlesztési miniszter 58/2013. (VII. 11.) VM rendelete szerint a Kopaszgally-oldali 2. sz. víznyelőbarlang (Aggteleki Nemzeti Park Igazgatóság működési területe) az igazgatóság hozzájárulásával látogatható. 2015. november 3-tól a földművelésügyi miniszter 66/2015. (X. 26.) FM rendelete szerint a Kopaszgaly-oldali 2. sz. víznyelőbarlang (Aggteleki-karsztvidék) fokozottan védett barlang. A 2017-ben rendezett 61. Barlangnapon az egyik túracélpont volt.
Az Alsó-hegy karsztjelenségeiről szóló, 2019-ben kiadott könyvben az olvasható, hogy a Kopaszgally-oldali 2.sz. víznyelöbarlang (404-es víznyelőbarlang, Kopaszgally-oldali 404-es víznyelő) 450 m hosszú és 118 m mély. A barlang azonosító számai: Szlovákiában 064, Magyarországon 5452/5. A könyvben publikálva lett a barlang 1993-ban készült kiterített hosszmetszet térképe. A barlangot 1993-ban a BEAC mérte fel, majd 1993-ban a BEAC a felmérés alapján megrajzolta a barlang térképeit. A térképeket 2016-ban Luděk Vlk digitalizálta. Publikálva lett a barlang három színes fényképe a könyvben. Az első fényképen a barlang bejárata, a második fényképen a barlangban lévő cseppkövek, a harmadik fényképen a barlangban elhelyezett egyik létra figyelhető meg. A kiadványhoz mellékelve lett az Alsó-hegy részletes térképe. A térképet Luděk Vlk, Mojmír Záviška, Ctirad Piskač, Jiřina Novotná, Miloš Novotný és Martin Mandel készítették. A térképen, amelyen fekete ponttal vannak jelölve a barlangok és a zsombolyok, látható a Kopaszgally-oldali 2. sz. víznyelőbarlang (5452/5, 064) földrajzi elhelyezkedése. 2021. május 10-től az agrárminiszter 17/2021. (IV. 9.) AM rendelete szerint a Kopaszgally-oldali 2. sz. víznyelőbarlang (Aggteleki Nemzeti Park Igazgatóság működési területe) az igazgatóság engedélyével látogatható. A 13/1998. (V. 6.) KTM rendelet egyidejűleg hatályát veszti.

## Érdekességek
A barlangba két helyen próbáltak meg bejutni a víznyelőből egyszerre. Végül abból az esélytelenebbnek ítélt munkahelyből sikerült feltárniuk a Kopaszgally-oldali 2. sz. víznyelőbarlangot, amelyet a büntetésüket töltő, a tábor rendjét megzavaró diákok bontottak. A barlang egyik helye, a Molnár-utca az itt beszorult Molnár Andrásról lett elnevezve. Később, 1979. november 6-án a barlang végpontjának közelében található szűk helyen Csöndör Gyula is beszorult. Két napig volt a barlang foglya. Életének megmentéséért a Barlangi Mentőszolgálat bevetése mellett sok személynek, például a Határőrség, a tornaszentandrási bánya, a rendőrség, a kazincbarcikai bányamentők és a bódvaszilasi termelőszövetkezet embereinek bevonására is szükség volt. Ennek a helynek az eset óta, mivel Csöndör Gyula beceneve Csula volt Csula-tanya a neve.

## További irodalom
- Dénes György: A Vecsem barlangrendszer. Turista Magazin, 1969. 2. 8. old.